# علي عباسي (مخرج)
علي عباسي (مواليد 1981) هو مخرج إيراني-سويدي/دنماركي، أشتهر لإخراجه فيلم حدود.

## أعمال

### أفلام
- عنكبوت مقدس (2022)
- The Apprenyice (2024).[6][7]

## وصلات خارجية
- علي عباسي على موقع IMDb (الإنجليزية)
- علي عباسي على موقع مونزينجر (الألمانية)
- علي عباسي على موقع ألو سيني (الفرنسية)
- علي عباسي على موقع قاعدة بيانات الأفلام السويدية (السويدية)
- علي عباسي على موقع قاعدة بيانات الفيلم (الإنجليزية)